# Cristian Tello
Cristian Tello Herrera (Sabadell, 11 agosto 1991) è un calciatore spagnolo, centrocampista o attaccante svincolato.
Nel 2012 è stato inserito nella lista dei migliori giovani nati dopo il 1991 stilata da Don Balón.

## Caratteristiche tecniche
È un esterno offensivo che può giocare su entrambe le fasce. Le sue qualità migliori sono la corsa ma anche la tecnica, capace di saltare l'uomo e puntare direttamente la porta.
Josep Guardiola, l'allenatore che lo lanciò durante il periodo al Barcellona, lo definì un proiettile per la sua grande velocità.

## Carriera

### Club

#### Gli inizi
Iniziò a 11 anni con la squadra del Can Rull, poi fu ingaggiato dal Barcellona che nel 2007 lo prestò al CF Damm per un anno. Nel 2008, scaduto il contratto che lo legava al Barcellona, firmò per l'Espanyol che gli permise di esordire, con l'Espanyol B, in terza divisione spagnola: 4 partite e 1 gol.

#### Barcellona e i vari prestiti
Nel giugno del 2010 è stato acquistato dal Barcellona, che lo inserisce nelle file del Barcellona B in Segunda División. Esordisce, da titolare il 10 ottobre 2010 nella vittoria per 3-1 contro il Tenerife. La prima rete arriva il 31 ottobre 2010, quando firma il definitivo 3-1 contro l'Alcorcón. La prima doppietta da professionista viene messa invece a segno il 4 giugno 2011 nella vittoria per 3-2 contro il Rayo Vallecano.
Il 9 novembre 2011 ha fatto il suo esordio con la maglia della prima squadra, nell'andata dei sedicesimi di finale della Copa del Rey giocata contro l'Hospitalet, partita vinta per 1-0. il 22 dicembre 2011, nel ritorno dei sedicesimi di finale contro l'Hospitalet, ha realizzato la sua prima doppietta con la maglia del Barça: la partita finirà 9-0 per il Barcellona. Esordisce nella Liga, il 28 gennaio 2012 contro il Villarreal, sostituendo al 32' del secondo tempo Adriano, la partita finirà 0-0. La giornata successiva, contro la Real Sociedad, mette a segno il suo primo goal in campionato, segnando il goal del momentaneo 1-0 (la partita terminerà 2-1 in favore del Barcellona). Il 7 marzo 2012 esordisce in Champions League, contro il Bayer Leverkusen, dove segna una doppietta, e finirà 7-1 per il Barcellona. Il 25 maggio 2012 vince il suo primo titolo con il Barcellona, vincendo la Coppa del Re battendo in finale l'Athletic Club.

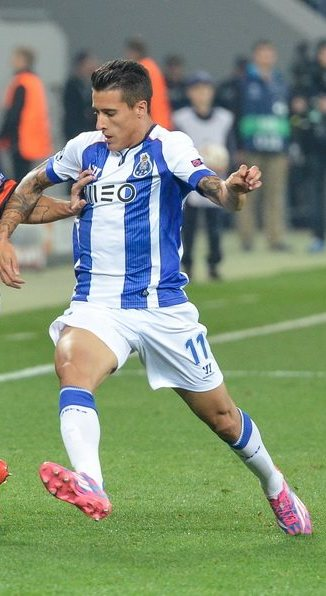
Tello col Porto nel 2014

Apre la sua seconda stagione con la maglia Blaugrana partendo da titolare e fornendo due assist nella prima partita di campionato contro la Real Sociedad, partita vinta per 5-1. Il suo primo gol stagionale arriva nella prima partita di Champions League contro lo Spartak Mosca, segnando con un tiro di destro da fuori area indirizzando la palla nell'angolino in basso a destra, la partita finirà 3-2 per il Barcellona. Il primo gol stagionale, in campionato, arriva il 20 ottobre 2012 nella vittoria per 5-4 contro il Deportivo La Coruña. Il 14 aprile 2013 mette a segno la sua prima doppietta nella Liga, nella vittoria per 3-0 contro il Real Zaragoza. L'11 maggio 2013, grazie al pareggio per 1-1 tra Real Madrid ed Espanyol, vince il suo primo campionato con la maglia del Barça.
Per la terza stagione decide di abbandonare la maglia numero 37 ed indossare la 20. L'esordio stagionale arriva il 18 agosto 2013 durante la prima partita di campionato contro il Levante, la partita viene vinta 7-0. Il 28 agosto 2013 vince la sua prima Supercoppa spagnola ai danni dell'Atlético Madrid. Due giorni dopo rinnova il contratto con il Barcellona con scadenza 2018 e clausola rescissoria fissata a 25 milioni di euro. Il primo gol stagionale arriva l'11 dicembre 2013 nella partita di Champions League vinta per 6-1 contro il Celtic. Il 22 gennaio 2014 mette a segno la sua prima tripletta da professionista, in occasione della partita d'andata, dei quarti di finale di Coppa del Re, contro il Levante, vinta 4-1.
Il 16 luglio 2014 si trasferisce nella squadra portoghese del Porto, con la formula del prestito biennale. Esordisce il 15 agosto successivo nella vittoria, in campionato, per 2-0 contro il Marítimo. Il 25 novembre 2014, in occasione della partita, di Champions League, contro il club bielorusso del BATE Borisov e dopo essere subentrato al compagno di squadra Ricardo Quaresma, mette a segno il 3-0 finale, sua prima marcatura con la maglia dei draghi lusitani. Cinque giorni più tardi Tello si sblocca anche in campionato, aprendo le marcature nel 5-0 contro il Rio Ave. Il 1º marzo 2015 mette a segno una tripletta e la squadra supera lo Sporting CP per 3-0. Conclude la stagione, la prima con la maglia del Porto, con un bottino di 37 presenze e 8 reti. Dopo aver giocato ad altissimi livelli purtroppo non riesce a ripetersi nella seconda e viene utilizzato poco dall'allenatore Julen Lopetegui.
Dopo aver interrotto il prestito al Porto, il 26 gennaio 2016 il Barcellona lo gira in prestito alla Fiorentina con diritto di riscatto a 8 milioni di euro e controriscatto in favore del Barcellona (dato da un premio di valorizzazione entro le 48 ore e a 16 milioni subito dopo). L'esordio arriva il 3 febbraio con la vittoria casalinga, per 2-1, contro il Carpi. Il primo gol viola arriva il 21 febbraio nella trasferta vinta 2-3 contro l'Atalanta. Conclude la stagione con 15 presenze e 2 reti.
Il 16 agosto 2016 la Fiorentina comunica di aver rinnovato il prestito del giocatore con l'inserimento del diritto di riscatto e contro riscatto da parte del Barcellona. Il 1º febbraio 2017 mette a segno la sua prima doppietta con la Fiorentina in occasione della vittoria in trasferta per 1-2 sul Pescara. Conclude la sua seconda stagione con la maglia viola con 41 presenze e 4 reti.
Il 31 maggio 2017 la squadra italiana non esercita il diritto di riscatto, così torna al Barcellona.

#### Betis
Il 30 giugno 2017 viene acquistato, per una cifra vicina ai quattro milioni di euro, dal Betis. L'esordio arriva il 25 agosto successivo in occasione della vittoria casalinga, per 2-1, contro il Celta Vigo. Il 15 ottobre 2017 mette a segno la sua prima rete con la maglia del Betis in occasione della sconfitta casalinga, per 3-6, contro il Valencia. Conclude la sua prima stagione con la maglia del Betis con 33 presenze e 6 reti. Con i Verdiblancos resta cinque anni, raccogliendo 172 presenze e 24 reti totali, prima di rimanere svincolato al termine della stagione 2021-2022.

#### Los Angeles FC
Il 26 agosto 2022 firma un contratto triennale con i Los Angeles FC.

### Nazionale

#### Giovanile
Il 20 aprile 2011 esordisce con la nazionale Under-20 contro l'Italia segnando l'unico gol decisivo per la vittoria. Sempre nel 2011 partecipa al Mondiale Under-20, dove esordisce contro l'Ecuador il 4 agosto finita 2-0 per la Spagna; in questa partita realizza un assist.
Il 31 maggio 2012 esordisce con la nazionale Under-21 contro l'Estonia, sostituendo al 62' minuto Iker Muniain, e la partita finirà 1-0 per la Spagna. Il 21 marzo 2013 segna i suoi primi due gol con la maglia dell'Under-21 nell'amichevole vinta per 5-2 contro la Norvegia.

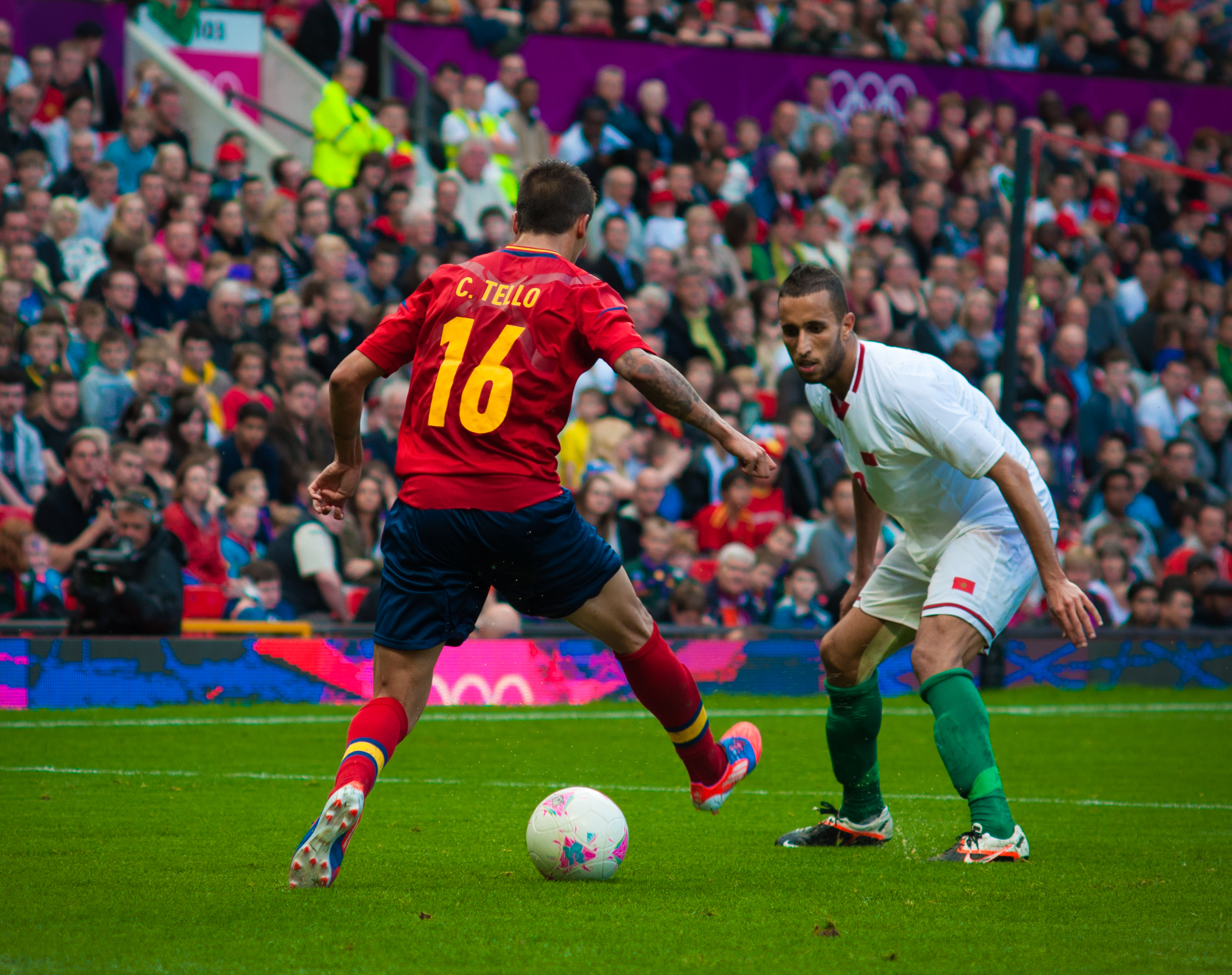
Tello durante una partita dei Giochi Olimpici di Londra 2012

Il 6 luglio 2012 è convocato da Luis Milla per i Giochi della XXX Olimpiade. Gioca la sua prima partita il 26 luglio 2012 entrando all'81º, sostituendo Koke, nella sconfitta per 1-0 contro il Giappone. Gioca la sua seconda partita contro l'Honduras, sostituendo all'83º il capitano Javi Martínez; finirà 1-0 per l'Honduras, e la sconfitta segna l'eliminazione della Spagna con un turno d'anticipo.
Viene inserito nella lista dei 23 convocati da Julen Lopetegui, per partecipare all'Europeo Under-21 2013 in Israele. Esordisce nella competizione nella prima partita del girone contro la Russia vinta 1-0; Tello all'85°è sostituito da Koke. Scende in campo anche nella seconda partita contro la Germania vinta 1-0, e anche in tale partita viene sostituito negli ultimi minuti da Iker Muniain. Con la Spagna qualificata con un turno d'anticipo alla semifinale del torneo, Tello rimane in panchina nell'ultima partita dei gironi contro l'Olanda, partita vinta 3-0. Torna in campo nella semifinale contro la Norvegia, Tello rimane in campo fino al minuto 74 quando viene sostituito da Iker Muniain e la partita viene vinta dalla Spagna per 3-0 che si qualifica così per la finale del 18 giugno. Il 18 giugno vince la competizione battendo l'Italia 4-2.

#### Maggiore
Il 14 agosto 2013 esordisce con la maglia della nazionale maggiore nell'amichevole vinta 2-0 contro l'Ecuador, Tello rimane in campo per tutti i 90 minuti di gioco e realizza l'assist per il 2-0 finale di Santi Cazorla.

## Statistiche

### Presenze e reti nei club
Statistiche aggiornate al 12 maggio 2025.
| Stagione            | Squadra             | Campionato          | Campionato | Campionato | Coppe nazionali | Coppe nazionali | Coppe nazionali | Coppe continentali | Coppe continentali | Coppe continentali | Altre coppe | Altre coppe | Altre coppe | Totale | Totale |
| Stagione            | Squadra             | Comp                | Pres       | Reti       | Comp            | Pres            | Reti            | Comp               | Pres               | Reti               | Comp        | Pres        | Reti        | Pres   | Reti   |
| ------------------- | ------------------- | ------------------- | ---------- | ---------- | --------------- | --------------- | --------------- | ------------------ | ------------------ | ------------------ | ----------- | ----------- | ----------- | ------ | ------ |
| 2009-2010           | Espanyol B          | SDB                 | 4+1        | 1+0        | -               | -               | -               | -                  | -                  | -                  | -           | -           | -           | 5      | 1      |
| 2010-2011           | Barcellona B        | SD                  | 23         | 4          | -               | -               | -               | -                  | -                  | -                  | -           | -           | -           | 23     | 4      |
| 2011-2012           | Barcellona B        | SD                  | 16         | 5          | -               | -               | -               | -                  | -                  | -                  | -           | -           | -           | 16     | 5      |
| Totale Barcellona B | Totale Barcellona B | Totale Barcellona B | 39         | 9          |                 | -               | -               |                    | -                  | -                  |             | -           | -           | 39     | 9      |
| 2011-2012           | Barcellona          | PD                  | 15         | 3          | CR              | 4               | 2               | UCL                | 3                  | 2                  | SS+SU+Cmc   | 0           | 0           | 22     | 7      |
| 2012-2013           | Barcellona          | PD                  | 22         | 7          | CR              | 6               | 0               | UCL                | 4                  | 1                  | SS          | 2           | 0           | 34     | 8      |
| 2013-2014           | Barcellona          | PD                  | 22         | 1          | CR              | 6               | 3               | UCL                | 2                  | 1                  | SS          | 0           | 0           | 30     | 5      |
| Totale Barcellona   | Totale Barcellona   | Totale Barcellona   | 59         | 11         |                 | 16              | 5               |                    | 9                  | 4                  |             | 2           | 0           | 86     | 20     |
| 2014-2015           | Porto               | PL                  | 25         | 7          | TP+TL           | 1+3             | 0               | UCL                | 8                  | 1                  | -           | -           | -           | 37     | 8      |
| 2015-gen. 2016      | Porto               | PL                  | 11         | 0          | TP+TL           | 3+1             | 1+0             | UCL                | 5                  | 1                  | -           | -           | -           | 20     | 2      |
| Totale Porto        | Totale Porto        | Totale Porto        | 36         | 7          |                 | 8               | 1               |                    | 13                 | 2                  |             | -           | -           | 57     | 10     |
| gen.-giu. 2016      | Fiorentina          | A                   | 15         | 2          | CI              | 0               | 0               | UEL                | 0                  | 0                  | -           | -           | -           | 15     | 2      |
| 2016-2017           | Fiorentina          | A                   | 36         | 4          | CI              | 0               | 0               | UEL                | 5                  | 0                  | -           | -           | -           | 41     | 4      |
| Totale Fiorentina   | Totale Fiorentina   | Totale Fiorentina   | 51         | 6          |                 | -               | -               |                    | 5                  | 0                  |             | -           | -           | 56     | 6      |
| 2017-2018           | Betis               | PD                  | 32         | 4          | CR              | 1               | 2               | -                  | -                  | -                  | -           | -           | -           | 33     | 6      |
| 2018-2019           | Betis               | PD                  | 29         | 4          | CR              | 6               | 0               | UEL                | 6                  | 1                  | -           | -           | -           | 41     | 5      |
| 2019-2020           | Betis               | PD                  | 27         | 2          | CR              | 3               | 1               | -                  | -                  | -                  | -           | -           | -           | 30     | 3      |
| 2020-2021           | Betis               | PD                  | 29         | 5          | CR              | 4               | 0               | -                  | -                  | -                  | -           | -           | -           | 33     | 5      |
| 2021-2022           | Betis               | PD                  | 23         | 2          | CR              | 6               | 1               | UEL                | 6                  | 2                  | -           | -           | -           | 35     | 5      |
| Totale Betis        | Totale Betis        | Totale Betis        | 140        | 17         |                 | 20              | 4               |                    | 12                 | 3                  |             | -           | -           | 172    | 24     |
| ago.-dic. 2022      | Los Angeles FC      | MLS                 | 5          | 0          | USOC            | -               | -               | -                  | -                  | -                  | -           | -           | -           | 5      | 0      |
| gen.-giu. 2023      | Al-Fateh            | SPL                 | 15         | 4          | KC              | 1               | 0               | -                  | -                  | -                  | -           | -           | -           | 16     | 4      |
| 2023-2024           | Al-Fateh            | SPL                 | 29         | 11         | KC              | 1               | 1               | -                  | -                  | -                  | -           | -           | -           | 30     | 12     |
| Totale Al-Fateh     | Totale Al-Fateh     | Totale Al-Fateh     | 44         | 15         |                 | 2               | 1               |                    | -                  | -                  |             | -           | -           | 46     | 16     |
| 2024-2025           | Al-Orobah           | SPL                 | 24         | 5          | KC              | 1               | 0               | -                  | -                  | -                  | -           | -           | -           | 25     | 5      |
| Totale carriera     | Totale carriera     | Totale carriera     | 403        | 71         |                 | 47              | 11              |                    | 39                 | 9                  |             | 2           | 0           | 491    | 91     |

### Cronologia presenze e reti in nazionale
| Cronologia completa delle presenze e delle reti in nazionale ― Spagna | Cronologia completa delle presenze e delle reti in nazionale ― Spagna | Cronologia completa delle presenze e delle reti in nazionale ― Spagna | Cronologia completa delle presenze e delle reti in nazionale ― Spagna | Cronologia completa delle presenze e delle reti in nazionale ― Spagna | Cronologia completa delle presenze e delle reti in nazionale ― Spagna | Cronologia completa delle presenze e delle reti in nazionale ― Spagna | Cronologia completa delle presenze e delle reti in nazionale ― Spagna |
| Data                                                                  | Città                                                                 | In casa                                                               | Risultato                                                             | Ospiti                                                                | Competizione                                                          | Reti                                                                  | Note                                                                  |
| --------------------------------------------------------------------- | --------------------------------------------------------------------- | --------------------------------------------------------------------- | --------------------------------------------------------------------- | --------------------------------------------------------------------- | --------------------------------------------------------------------- | --------------------------------------------------------------------- | --------------------------------------------------------------------- |
| 14-8-2013                                                             | Guayaquil                                                             | Ecuador                                                               | 0 – 2                                                                 | Spagna                                                                | Amichevole                                                            | -                                                                     |                                                                       |
| Totale                                                                |                                                                       | Presenze                                                              | 1                                                                     |                                                                       | Reti                                                                  | 0                                                                     |                                                                       |

| Cronologia completa delle presenze e delle reti in nazionale ― Spagna olimpica | Cronologia completa delle presenze e delle reti in nazionale ― Spagna olimpica | Cronologia completa delle presenze e delle reti in nazionale ― Spagna olimpica | Cronologia completa delle presenze e delle reti in nazionale ― Spagna olimpica | Cronologia completa delle presenze e delle reti in nazionale ― Spagna olimpica | Cronologia completa delle presenze e delle reti in nazionale ― Spagna olimpica | Cronologia completa delle presenze e delle reti in nazionale ― Spagna olimpica | Cronologia completa delle presenze e delle reti in nazionale ― Spagna olimpica |
| Data                                                                           | Città                                                                          | In casa                                                                        | Risultato                                                                      | Ospiti                                                                         | Competizione                                                                   | Reti                                                                           | Note                                                                           |
| ------------------------------------------------------------------------------ | ------------------------------------------------------------------------------ | ------------------------------------------------------------------------------ | ------------------------------------------------------------------------------ | ------------------------------------------------------------------------------ | ------------------------------------------------------------------------------ | ------------------------------------------------------------------------------ | ------------------------------------------------------------------------------ |
| 28-2-2012                                                                      | Torrelavega                                                                    | Spagna olimpica                                                                | 3 – 1                                                                          | Egitto olimpica                                                                | Amichevole                                                                     | -                                                                              |                                                                                |
| 13-7-2012                                                                      | Maspalomas                                                                     | Spagna olimpica                                                                | 0 – 2                                                                          | Senegal olimpica                                                               | Amichevole                                                                     | -                                                                              |                                                                                |
| 18-7-2012                                                                      | Cadice                                                                         | Spagna olimpica                                                                | 1 – 0                                                                          | Messico olimpica                                                               | Amichevole                                                                     | -                                                                              |                                                                                |
| 26-7-2012                                                                      | Glasgow                                                                        | Spagna olimpica                                                                | 0 – 1                                                                          | Giappone olimpica                                                              | Olimpiadi 2012 - 1º Turno                                                      | -                                                                              | 81’                                                                            |
| 29-7-2012                                                                      | Newcastle upon Tyne                                                            | Spagna olimpica                                                                | 0 – 1                                                                          | Honduras olimpica                                                              | Olimpiadi 2012 - 1º Turno                                                      | -                                                                              | 46’, 83’                                                                       |
| 1-8-2012                                                                       | Manchester                                                                     | Spagna olimpica                                                                | 0 – 0                                                                          | Marocco olimpica                                                               | Olimpiadi 2012 - 1º Turno                                                      | -                                                                              | 56’                                                                            |
| Totale                                                                         |                                                                                | Presenze                                                                       | 6                                                                              |                                                                                | Reti                                                                           | 0                                                                              |                                                                                |

## Palmarès

### Club
- Coppa di Spagna: 2

Barcellona: 2011-2012
Betis: 2021-2022
- Campionato spagnolo: 1

Barcellona: 2012-2013
- Supercoppa di Spagna: 1

Barcellona: 2013
- MLS Supporters' Shield: 1

Los Angeles FC: 2022
- Campionato MLS: 1

Los Angeles FC: 2022

### Nazionale
- Campionato d'Europa Under-21: 1

Israele 2013